# Steven Dubois
Steven Dubois (Terrebonne, 1 mei 1997) is een Canadees shorttracker. 

## Persoonlijke records[2]
| Afstand    | Tijd     | Datum             | Locatie                | Locatie          |
| Afstand    | Tijd     | Datum             | Baan                   | Plaats           |
| ---------- | -------- | ----------------- | ---------------------- | ---------------- |
| 500 meter  | 39,845   | 2 november 2018   |                        | Calgary, Canada  |
| 1000 meter | 1.24,506 | 21 september 2019 |                        | Montreal, Canada |
| 1500 meter | 2.09,254 | 9 februari 2022   | Capital Indoor Stadium | Peking, China    |
| 3000 meter | 4.57,338 | 30 november 1999  |                        | Montreal, Canada |

1992: Kim, Lee, Mo, Song ·
1994: Carnino, Fagone, Herrnhof, Vuillermin ·
1998: Bédard, Campbell, Drolet, Gagnon ·
2002: Bédard, Gagnon, Guilmette, Tremblay, Turcotte ·
2006: Ahn, Lee, Seo, Song ·
2010: Bastille, Ch. Hamelin, F. Hamelin, Jean, Tremblay ·
2014: An, Grigorev, Jelistratov, Zacharov ·
2018: S. Liu, S.S. Liu, Knoch, Burján ·
2022: Ch. Hamelin, Dubois, Pierre-Gilles, Dion